# Grenzdenkmal Gompertshausen
Das Grenzdenkmal bei Gompertshausen (Stadt Heldburg) umfasst einen ehemaligen Führungsturm der DDR-Grenzsicherung mit angebautem unterirdischen Führungsbunker (FB 3).
Die gesamte Denkmalanlage wurde im Jahr 2004 als Kulturdenkmal und im Jahr 2006 zusätzlich als Bodendenkmal des Freistaates Thüringen unter besonderen staatlichen Denkmalschutz gestellt, die entsprechende Plakette wurde im Jahr 2001 zuerkannt. Führungsturm und Bunker sind auch durch das Thüringer Umweltamt als „fledermausfreundlich“ eingestuft. Das Gebiet befindet sich an der Erlebnisstraße der deutschen Einheit.

## Beschreibung
Das Grenzdenkmal bei Gompertshausen stellt im Wesentlichen einen Teilbereich der DDR-Grenzsicherung dar. Die ehemalige Zugführer-Führungsstelle 1 im Grenzabschnitt 46 ist neben dem sehr gut, in großen Teilen original erhaltenen Grenzturm und dem unterirdischen Führungsbunker mit zwei Kfz-Deckungen und Resten des Grenzsignal- und Sperrzaunes sowie der elektrischen Anlagen versehen.
Erbaut wurde der Grenzturm im Jahr 1983, der Bau des Führungsbunkers dürfte in die 1960er Jahre datiert werden.
Bis zur politischen Wende in der DDR, im November 1989 war der Grenzturm rund um die Uhr durch DDR-Soldaten im Sinne der Grenzsicherung besetzt.

Grenzdenkmal Gompertshausen
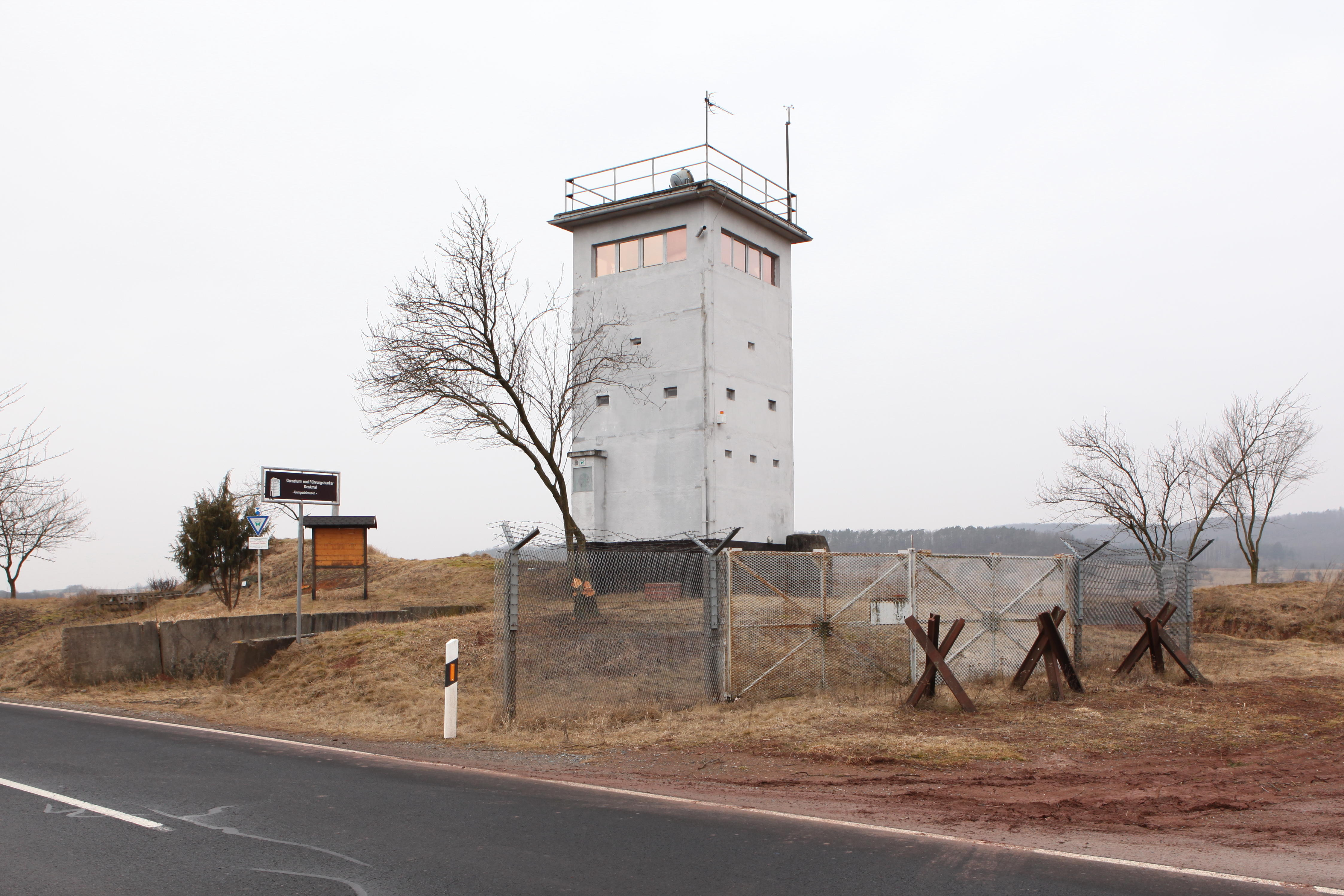
Gesamtansicht
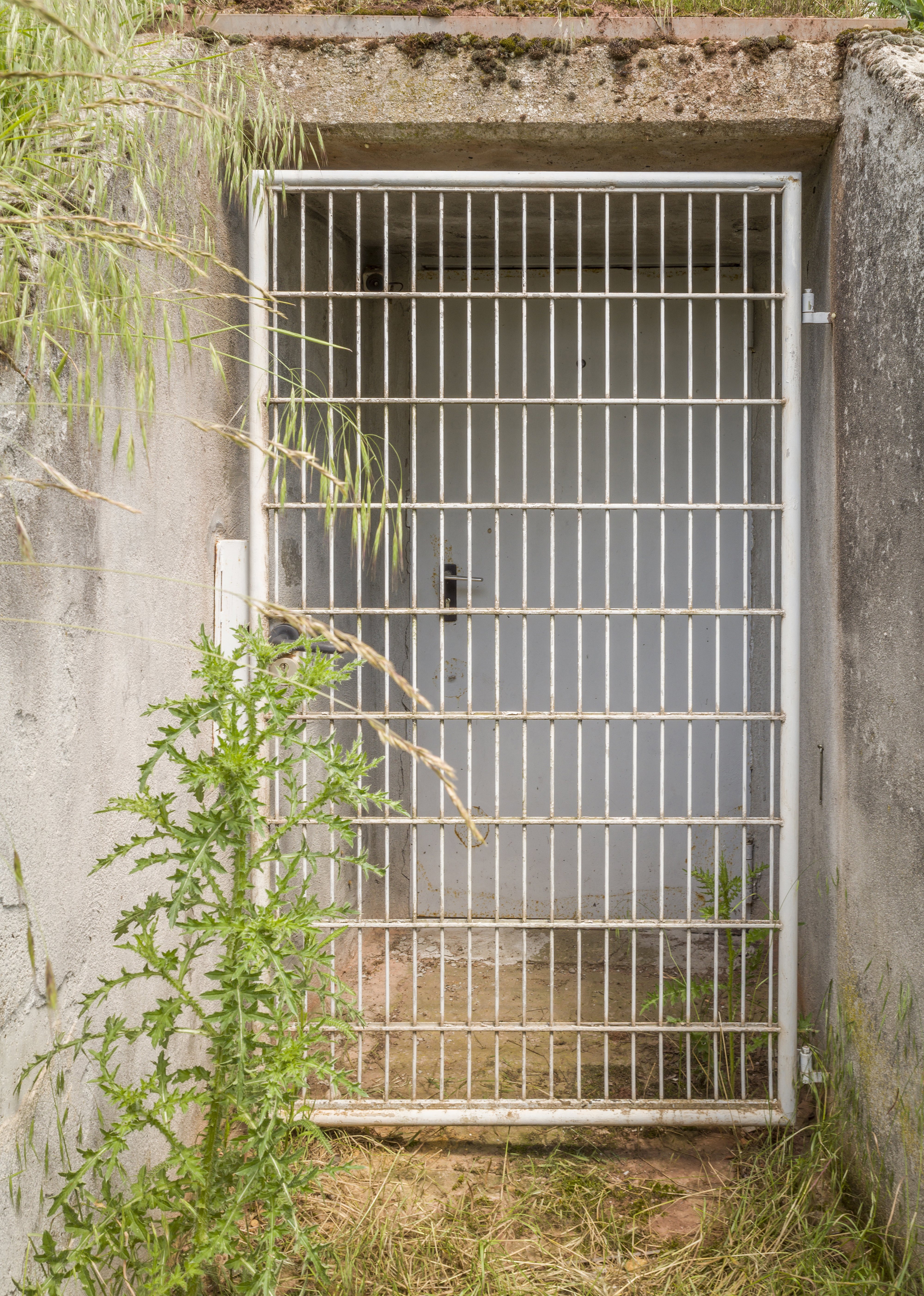
Bunkereingang
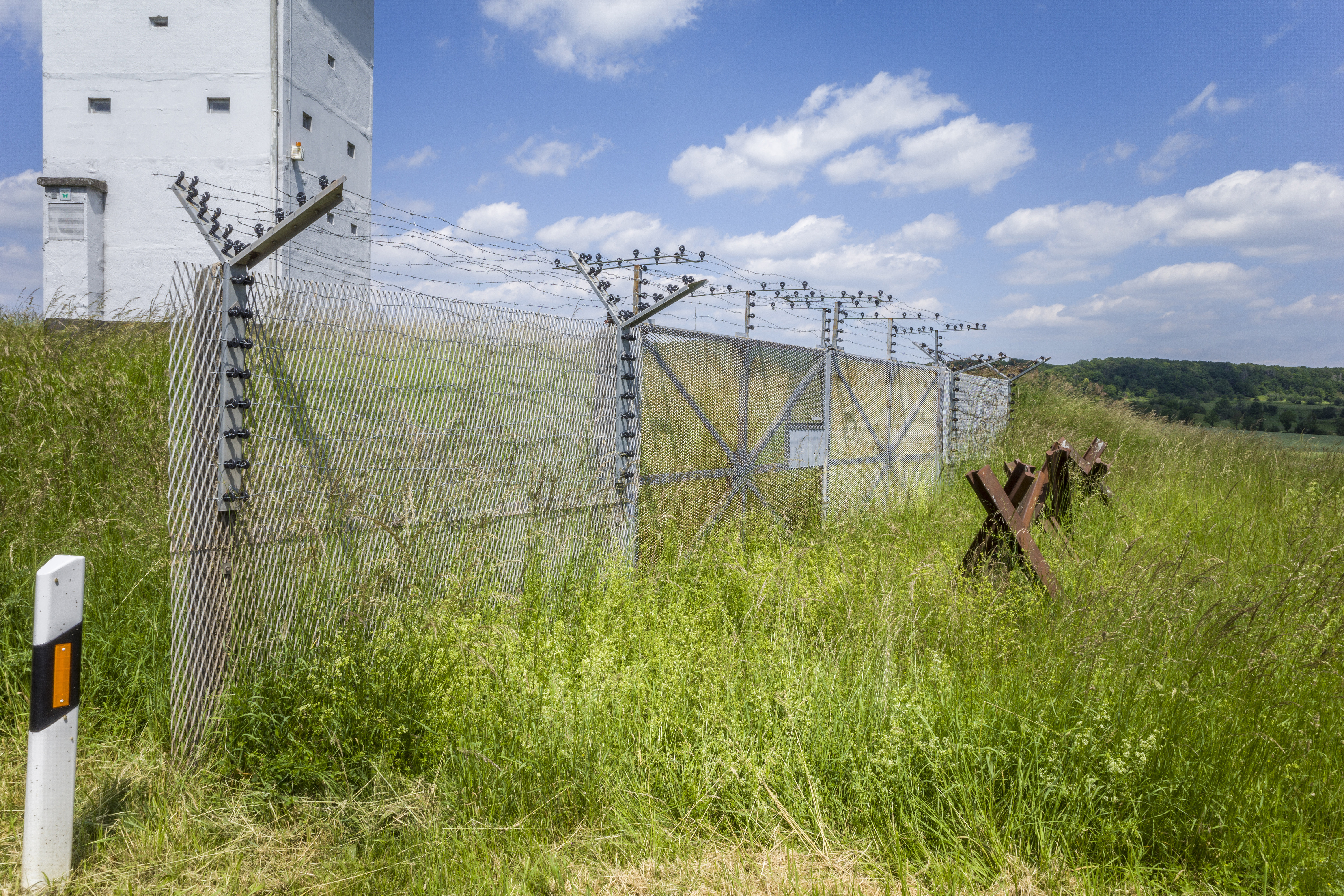
Grenzzaun
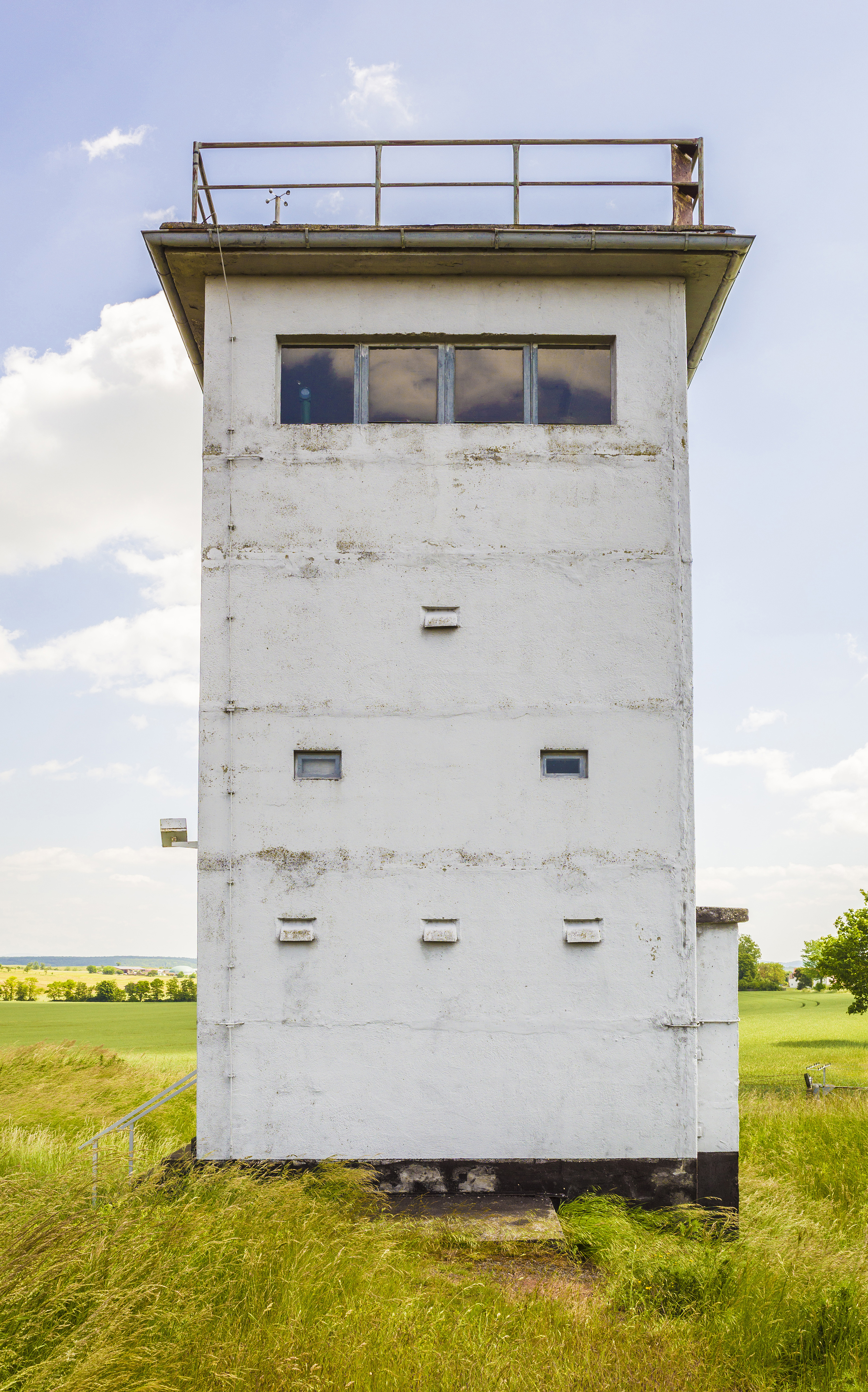
Grenzturm
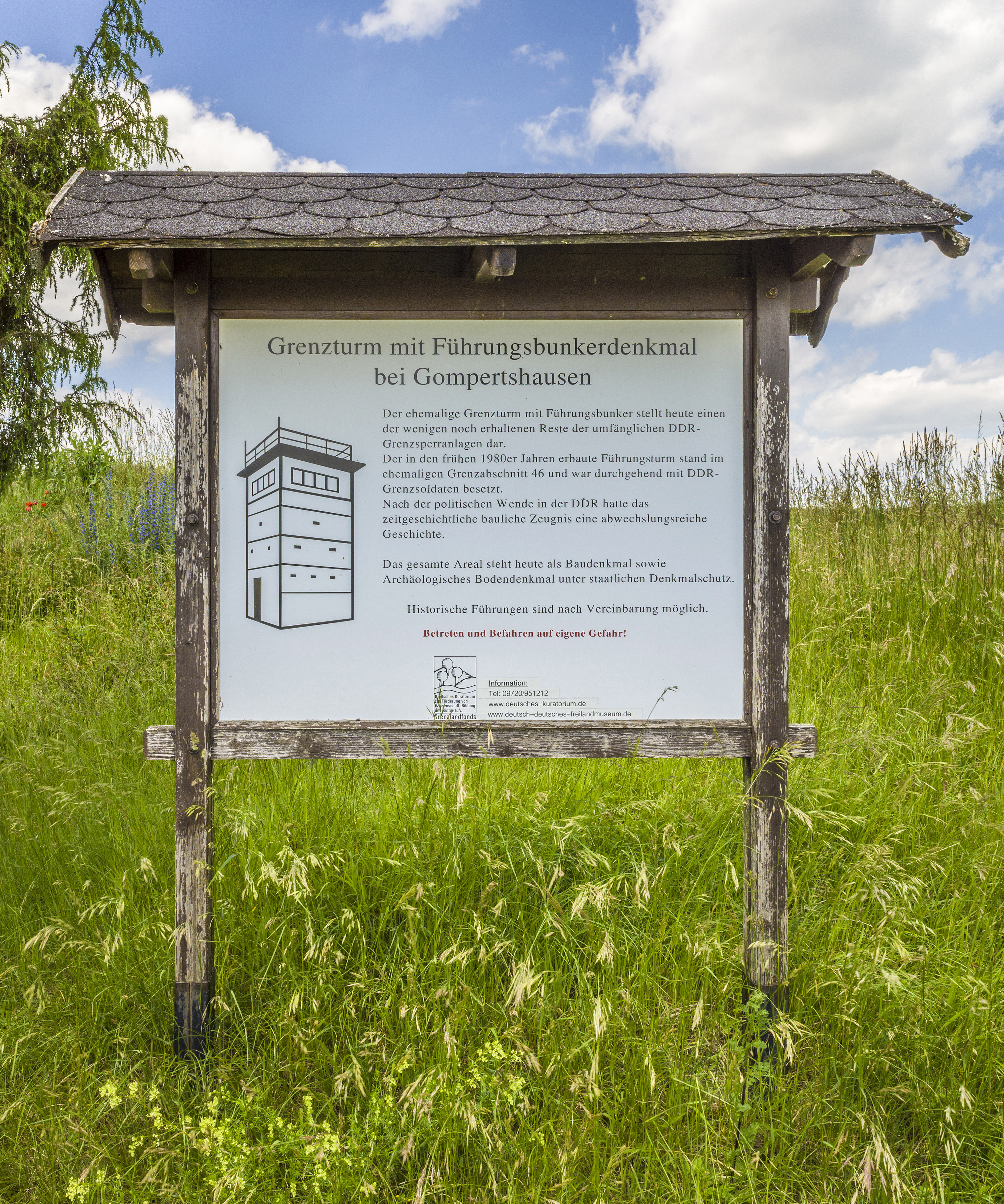
Informationstafel

## Entstehungsgeschichte
Nach dem Fall der DDR-Grenzen im Jahr 1989 hatte der Grenzturm samt Führungsbunker keine militärische Bedeutung mehr. In den Folgejahren erfolgte die Nutzung als Café oder Jugendtreff.
Da keine weitere Nutzung für den damaligen Eigentümer (Gemeinde Gompertshausen) zu erkennen war, wurde der Abriss der Turm- und Bunkeranlage für 2001 vorgesehen. Kurz vor den tatsächlichen Abriss und Entsorgungsarbeiten kaufte die Familie Elke, Andreas und Manuel Erhard die gesamte Anlage. Nach umfassenden Renovierungs- und Sanierungsarbeiten durch Familie Erhard wurde der Grenzturm mit Führungsbunker in Teilbereichen original erhalten und stellt heute einen der wenigen komplexen, denkmalgeschützten Grenzdenkmale im Verlauf der ehemaligen innerdeutschen Grenze dar. Das Anliegen der Initiatoren ist es, die Teilung Deutschlands mittels originalen Grenzdenkmalen zu vermitteln, um die Einheit Deutschlands zu gestalten. Seither sind historische Führungen für Gruppen möglich. Die Trägerschaft über das Grenzdenkmal bei Gompertshausen liegt beim Deutschen Kuratorium zur Förderung von Wissenschaft, Bildung und Kultur e. V.